# Storabborrtjärnen (Tåsjö socken, Ångermanland)
Storabborrtjärnen är en sjö i Strömsunds kommun i Ångermanland och ingår i Ångermanälvens huvudavrinningsområde. Sjön har en area på 0,033 kvadratkilometer och ligger 378,9 meter över havet. Sjön avvattnas av vattendraget Onbäcken.

## Delavrinningsområde
Storabborrtjärnen ingår i det delavrinningsområde (715608-149466) som SMHI kallar för Ovan None. Medelhöjden är 396 meter över havet och ytan är 17,14 kvadratkilometer. Det finns inga avrinningsområden uppströms utan avrinningsområdet är högsta punkten. Onbäcken som avvattnar avrinningsområdet har biflödesordning 4, vilket innebär att vattnet flödar genom totalt 4 vattendrag innan det når havet efter 249 kilometer. Avrinningsområdet består mestadels av skog (62 procent) och sankmarker (31 procent). Avrinningsområdet har 0,13 kvadratkilometer vattenytor vilket ger det en sjöprocent på 0,8 procent.